# Sivert Cortsen Adeler
Sivert Cortsen Adeler (Hoorn, 1647 - Kaapstad, 24 januari 1683) was een Deens marineofficier.
Adeler was de oudste zoon van admiraal Cort Adeler uit diens eerste huwelijk. Hij was waarschijnlijk eerst in Nederlandse dienst op zee en kwam in 1663 met zijn vader naar Denemarken, waar hij in 1666 werd benoemd tot kapitein. Twee jaar later werd hij ingezet als commandant van het schip Færø, dat werd uitgezonden om de al enige tijd gestaakte relatie met Indië nieuw leven in te blazen.
Het schip vertrok van Kopenhagen in oktober 1668 en kwam aan in de Deense kolonie Trankebar aan de zuidelijke kust van India in mei van jaar daarop. In 1669 en 1670 was Adeler in Bantam op Java, waar hij een verdrag sloot met de lokale sultan. In september 1670 keerde Adeler terug naar Kopenhagen, waar hij veel bijval genoot voor het resultaat van zijn missie en werd benoemd tot schout-bij-nacht.
In 1671 jaar werd hij door de koning naar Nederland gestuurd, naar admiraal Michiel de Ruyter, om meer kennis van de dienst op zee op te doen. In 1672 werd hij benoemd tot commandant van fort Dansborg op Trankebar. Nog in hetzelfde jaar ging hij naar Oost-Indië.
Adeler stierf op 24 januari 1683, tijdens zijn terugreis naar Denemarken, aan boord van het schip De vliegende Wolf bij Kaap de Goede Hoop en werd begraven in Kaapstad. Hij was ongehuwd.